# Oliver Mowat

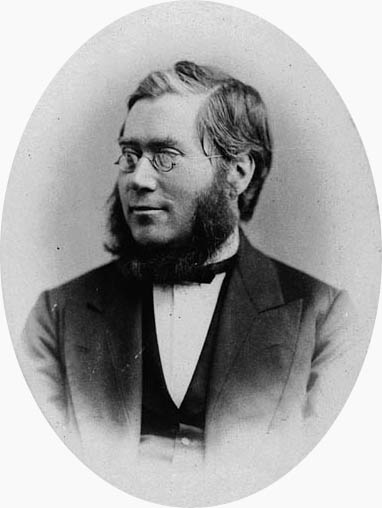
Oliver Mowat

Sir Oliver Mowat, GCMG, PC, QC (* 22. Juli 1820 in Kingston, Oberkanada; † 19. April 1903 in Toronto) war ein kanadischer Politiker. Er gehört zu den Mitbegründern der Liberalen Partei Kanadas. Als einer der Väter der Konföderation gehört er zu den Wegbereitern des 1867 gegründeten kanadischen Bundesstaates. Vom 25. Oktober 1872 bis zum 21. Juli 1896 war Mowat Premierminister Ontarios. Seine Amtszeit von fast 24 Jahren ist die längste eines Regierungschefs dieser Provinz und die drittlängste aller Provinzen. Während dieser Zeit war er auch Vorsitzender der Ontario Liberal Party. Unter seiner Führung entwickelte sich Ontario zum wirtschaftlichen Schwerpunkt Kanadas. Außerdem konnte er die Macht der Bundesregierung zugunsten der Provinzen schwächen, was vor allem in der Frage der Ausbeutung der Bodenschätze von großer Bedeutung war. 1896/97 war er Senator sowie Justizminister in Wilfrid Lauriers Bundeskabinett. Anschließend war er bis zu seinem Tod Vizegouverneur Ontarios. Oliver Mowat ist der Urgroßonkel des Schriftstellers Farley Mowat.
Am 28. Mai 1934 ehrte die kanadische Regierung Mowat dadurch, dass sie ihn zu einer „Person von nationaler historischer Bedeutung“ erklärte.

## Beruf und Einstieg in die Politik
Mowats Eltern stammten aus Caithness in Schottland. Sein Vater John war 1814 Soldat im Britisch-Amerikanischen Krieg und ließ sich anschließend in Kingston nieder, wo er einen Laden führte. Oliver Mowat erhielt Unterricht von verschiedenen Privatlehrern und bestand 1836 die Aufnahmeprüfung der Law Society of Upper Canada (Rechtsgesellschaft von Oberkanada). Da es damals noch keine Rechtsfakultäten gab, konnten sich zukünftige Juristen nach bestandener Aufnahmeprüfung ihr Wissen nur als Angestellte eines etablierten Juristen aneignen. Im Falle Mowats war dies John Macdonald, der zukünftige kanadische Premierminister.
1841 erhielt Mowat die Zulassung als Rechtsanwalt und eröffnete mit zwei Partnern eine Kanzlei, ab 1851 war er alleiniger Inhaber. Er spezialisierte sich auf Wirtschaftsrecht, was sich aufgrund der zunehmenden Erschließung des Landes und der daraus resultierenden Besitzstreitigkeiten als lukrativ erwies. Mowat stieg zu einem der renommiertesten Juristen Oberkanadas auf.
1837 gehörte Mowat während der Oberkanada-Rebellion der königstreuen Miliz an, womit er in politischen Fragen eine eher konservative Grundhaltung offenbarte. Doch mit der Zeit stand er der Politik von John Macdonald, George-Étienne Cartier und anderen Persönlichkeiten der Konservativen Partei zunehmend skeptisch gegenüber und schloss sich stattdessen den liberalen Reformern an. In den Jahren 1857 und 1858 war er Mitglied des Stadtrates von Toronto.

## Provinzpolitik
Ebenfalls 1857 wurde Mowat ins Parlament der Provinz Kanada gewählt. Im Parlament war er ein enger Verbündeter von George Brown. In dessen lediglich vier Tage bestehender Regierung im September 1858 war er Provinzsekretär (provincial secretary). Diesem Amt war nur jenes des Premierministers übergeordnet; es umfasste zahlreiche Aufgaben, darunter die Pflege der Außenbeziehungen und das Bewahren des Siegels. Mowat war ein Befürworter der repräsentativen Demokratie und überzeugte 1859 die Reformpartei an ihrem Parteitag, dieses Ziel sei innerhalb einer Konföderation der britischen Kolonien in Nordamerika am ehesten zu verwirklichen.
John Sandfield Macdonald ernannte Mowat im Mai 1863 zum Postminister (postmaster-general). Während seiner zehnmonatigen Amtszeit handelte er neue Posttransportverträge mit der Grand Trunk Railway und der Montreal Ocean Steamship Company aus. Anschließend setzte er sich aktiv für die Schaffung einer kanadischen Konföderation ein. So nahm er im Oktober 1864 an der Québec-Konferenz teil, bei der die Grundstruktur der kanadischen Verfassung festgelegt wurde. Einen Monat später folgte die Wahl Mowats zum Vizekanzler des Court of Chancery, dem für Wirtschaftsrecht zuständigen obersten Gericht der Provinz Kanada, woraufhin er sich für mehrere Jahre aus der Politik zurückzog. Gleichwohl gehörte er 1867 zu den Gründungsmitgliedern der Liberalen Partei Kanadas, die aus der Reformpartei hervorging.

## Premierminister
Auf Anregung von George Brown, Edward Blake und Alexander Mackenzie wurde Mowat am 25. Oktober 1872 nach Blakes Rücktritt zu dessen Nachfolger als Premierminister und Attorney General von Ontario ernannt. Am selben Tag übernahm er auch den Vorsitz der Ontario Liberal Party und einen Monat später gewann er oppositionslos eine Nachwahl im Wahlkreis Oxford North.
Mowat schwächte die Macht des Bundes zugunsten der Provinz. In zahlreichen Gerichtsprozessen gelang es ihm, John Macdonalds konservativer Bundesregierung nach und nach Kompetenzen abzuringen, beispielsweise bei der Vergabe von Alkohollizenzen, der Forstwirtschaft und den Rechten an Bodenschätzen. Dadurch wurde der kanadische Staat weit mehr dezentralisiert, als Macdonald mit der kanadischen Konföderation eigentlich beabsichtigt hatte. Mowat reformierte das Wahlrecht, indem er das Wahlgeheimnis einführte und den Kreis der Wahlberechtigten über die Grundstücksbesitzer hinaus erweiterte. Er investierte in Schulen, modernisierte die Verwaltung und vergrößerte das Territorium der Provinz in den noch weitgehend unerschlossenen Norden und Westen.
Während Mowats Amtszeit entwickelte sich Ontario nicht nur zur bevölkerungsreichsten Provinz, sondern auch zum wirtschaftlichen Schwerpunkt Kanadas. 1883 setzten Funde von Bodenschätzen einen regelrechten Wirtschaftsboom in Gange. 1896 erklärte das höchste britische Gericht, das Justizkomitee des Privy Council, die Bundesregierung könne nur im Kriegsfall über die Energiereserven verfügen. Dadurch erhielten die Provinzen in Friedenszeiten weitgehende Befugnisse, die sie später auch auf andere Bereiche wie den Bildungs- und den Gesundheitsbereich auszudehnen versuchten. Die Liberalen traten zudem für den Freihandel mit den USA ein.
Mowats Regierung war moderat und versuchte, die Spaltung der Provinz zwischen Katholiken und Protestanten, Stadt- und Landbevölkerung sowie Englisch- und Französischsprachigen zu überwinden. Das friedliche Miteinander schien 1885 gefährdet, als Louis Riel die Nordwest-Rebellion anführte. Erneut zu Auseinandersetzungen zwischen Sprach- und Konfessionsgruppen kam es infolge des Manitoba-Schulstreits in der benachbarten Provinz Manitoba, der von 1890 bis 1896 anhielt. Die konservative Opposition warf dem Presbyterianer Mowat wiederholt vor, zu eng mit der römisch-katholischen Kirche zusammenzuarbeiten. Verschärft wurde die Krise durch eine 1893 einsetzende Rezession.

## Justizminister und Vizegouverneur
Nach längeren Verhandlungen gab Mowat am 4. Mai 1896 bekannt, dass er die von Wilfrid Laurier angeführte Liberale Partei Kanadas im Hinblick auf die bevorstehende Unterhauswahl unterstützen werde. Die Liberalen waren in Ontario fest etabliert und Laurier war entschlossen, deren Wählerpotenzial auch auf Bundesebene zu nutzen. Mowat war die ideale Symbolfigur für die Respektierung der errungenen Rechte der Provinzen und den Ausgleich zwischen Sprachgemeinschaften und Konfessionen. Am 13. Juli 1896, einen Monat nach dem Wahlsieg, ernannte Laurier ihn zum Justizminister und zum Senator. Acht Tage später wurde Arthur Sturgis Hardy sein Nachfolger als Regierungschef Ontarios.
Im Juli 1897 deutete Mowat an, er werde bald zurücktreten, da ihm die Bundespolitik in Ottawa wenig zusage. Er kehrte nach Toronto zurück und wurde am 18. November 1897 Vizegouverneur der Provinz Ontario. Sein Gesundheitszustand verschlechterte sich zusehends. So konnte er im März 1903 wegen eines schlecht verheilten Oberschenkelbruchs nicht die neue Parlamentssession eröffnen. Am 19. April 1903 verstarb er im Alter von 82 Jahren.